# Urbano di Miolans
Urbano di Miolans (... – Valence, 15 maggio 1523) è stato un abate italiano.

## Biografia
Urbano era fratello di Ludovico, Barone di Miolans.
Appartenente all'ordine Benedettino, divenne Priore di Talissieau. 

Fu commendatario dell'Abbazia di Santa Maria di Caramagna dal 1490 al 1523, di Santo Stefano a Vercelli dal 1518 (insieme a San Ramberto), della Sacra di San Michele della Chiusa dal 1505 al 1522 e di San Benigno di Fruttaria. 

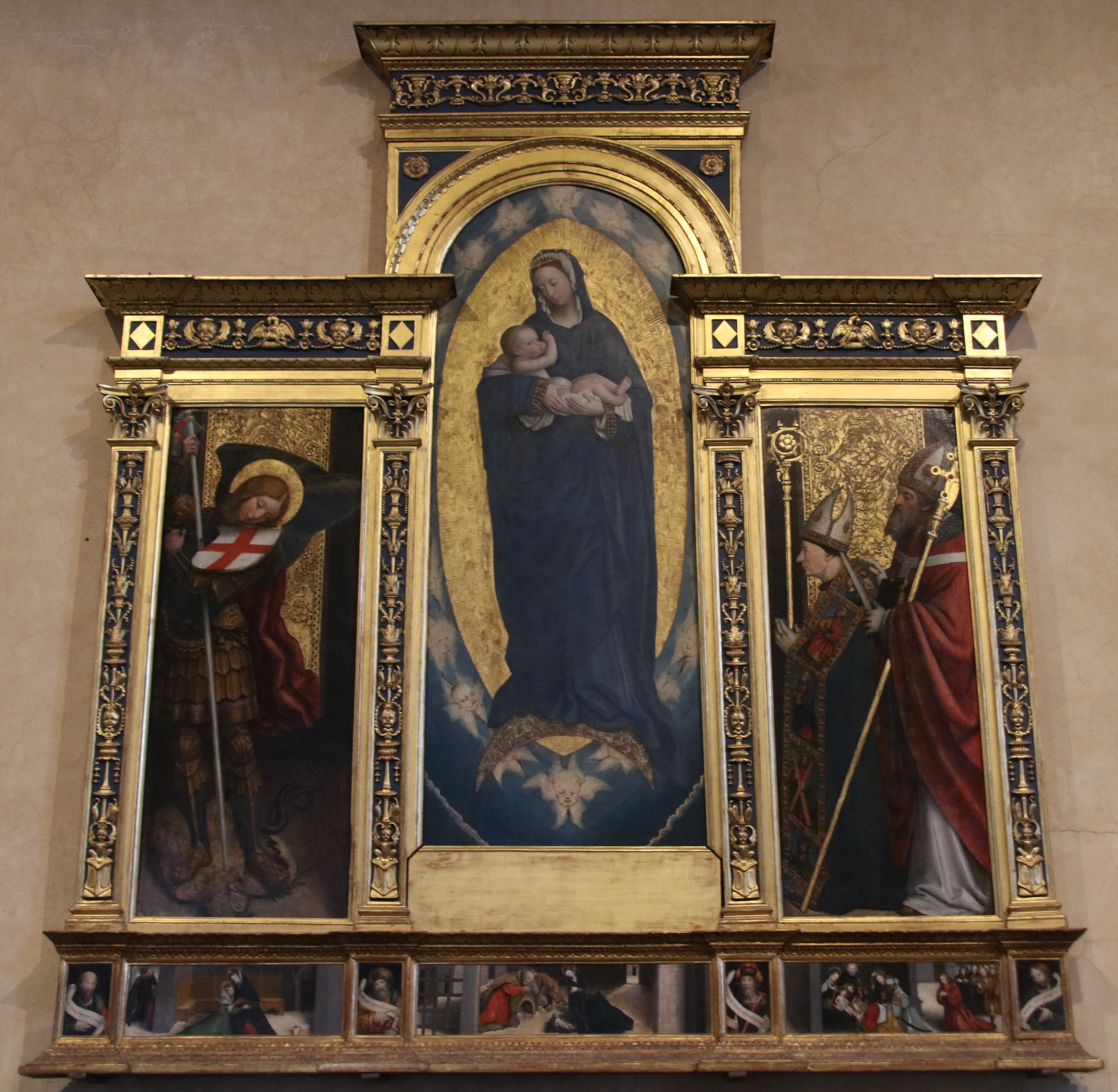
La Vergine con il Bambino tra S.Michele e S.Giovanni Vincenzo
Sacra di San Michele

Per la Sacra di San Michele commissionò al pittore Defendente Ferrari il trittico della Visitazione, Natività di Gesù, Adorazione dei Magi, ancora visibile e quello della Vergine col Bambino, San Michele Arcangelo e San Giovanni Vincenzo che presenta il committente.
Eletto vescovo di Chambéry il 27 febbraio 1505 dai canonici e confermato dal metropolita della diocesi di Vienne, fu nominato da papa Leone X con bolla pontificia, ma re Francesco I di Francia si oppose all'erezione della nuova sede vescovile, ottenendo la revoca della bolla, cosicché Urbano di Miolans dovette cedere l'episcopato.
Nel 1523 fu nominato vescovo di Mondovì, ma morì pochi mesi dopo, senza aver ricevuto la consacrazione episcopale.